# Sergio Lopez-Rivera
Sergio López-Rivera (* 1967 in Sevilla) ist ein spanischer Maskenbildner.

## Leben
Sergio Lopez-Rivera wurde 1967 in Sevilla geboren. Er wuchs in Kantabrien und Santander auf. Bereits als Kind war er künstlerisch begabt und machte für seine Schwestern den Maskenbildner. Außerdem zeichnete er gerne. Mit 20 Jahren zog er nach Los Angeles, wo er sich zunächst als Tagelöhner durchbrachte, bis er anfing als Maskenbildner zu arbeiten. Zunächst machte er das Make-up für seine Freunde bei Fotoshootings, bis er im Filmgeschäft Fuß fasste. Seit Jahren arbeitet er für Viola Davis. Unter anderem machte er ihr Make-up in der Fernsehserie How to Get Away with Murder.
Bei der Oscarverleihung 2021 gewann Sergio López-Rivera zusammen mit Mia Neal und Jamika Wilson den Oscar in der Kategorie Bestes Make-up und beste Frisuren für die gemeinsame Arbeit an Ma Rainey’s Black Bottom. Es handelte sich um einen historischen Sieg in dieser Kategorie, denn Neal und Wilson waren die ersten schwarzen Nominierten, die den Oscar gewannen.

## Privatleben
Sergio López-Rivera ist verheiratet und lebt mit seinem Ehemann in Los Angeles. Er ist Buddhist und litt an einer Krebserkrankung, die er jedoch besiegte.

## Filmografie
- 1997: Clockwatchers
- 1997: Macarena
- 1998: Familienchaos (Rhapsody in Bloom)
- 1998: The Opposite of Sex – Das Gegenteil von Sex (The Opposite of Sex)
- 1998: Very Bad Things
- 1998: L.A. Doctors (Fernsehserie)
- 1999: Sex Monster (The Sex Monster)
- 2001–2002: Felicity (Fernsehserie)
- 2003–2004: Monk (Fernsehserie)
- 2004–2006: Rodney
- 2006: Love, Inc. (Fernsehserie)
- 2007–2013: Private Practice (Fernsehserie)
- 2014–2019: How to Get Away with Murder (Fernsehserie)
- 2020: Ma Rainey’s Black Bottom
- 2021: The Unforgivable